# AR Ursae Majoris
AR Ursae Majoris ist ein Doppelsternsystem im Sternbild Grosser Bär in einer Entfernung von etwa 330 Lichtjahren. Das System gehört zu den AM-Herculis-Sternen, welche zu den Kataklysmischen Veränderlichen gehören.
Das System hat ein ungewöhnlich starkes Magnetfeld von mehr als 200 Megagauss (20.000 Tesla).